# DUSP4
DUSP4 (англ. Dual specificity phosphatase 4) – білок, який кодується однойменним геном, розташованим у людей на короткому плечі 8-ї хромосоми. Довжина поліпептидного ланцюга білка становить 394 амінокислот, а молекулярна маса — 42 953.
| 10         |  | 20         |  | 30         |  | 40         |  | 50         |
| ---------- |  | ---------- |  | ---------- |  | ---------- |  | ---------- |
| MVTMEELREM |  | DCSVLKRLMN |  | RDENGGGAGG |  | SGSHGTLGLP |  | SGGKCLLLDC |
| RPFLAHSAGY |  | ILGSVNVRCN |  | TIVRRRAKGS |  | VSLEQILPAE |  | EEVRARLRSG |
| LYSAVIVYDE |  | RSPRAESLRE |  | DSTVSLVVQA |  | LRRNAERTDI |  | CLLKGGYERF |
| SSEYPEFCSK |  | TKALAAIPPP |  | VPPSATEPLD |  | LGCSSCGTPL |  | HDQGGPVEIL |
| PFLYLGSAYH |  | AARRDMLDAL |  | GITALLNVSS |  | DCPNHFEGHY |  | QYKCIPVEDN |
| HKADISSWFM |  | EAIEYIDAVK |  | DCRGRVLVHC |  | QAGISRSATI |  | CLAYLMMKKR |
| VRLEEAFEFV |  | KQRRSIISPN |  | FSFMGQLLQF |  | ESQVLATSCA |  | AEAASPSGPL |
| RERGKTPATP |  | TSQFVFSFPV |  | SVGVHSAPSS |  | LPYLHSPITT |  | SPSC       |

A: Аланін

C: Цистеїн

D: Аспарагінова кислота

E: Глутамінова кислота

F: Фенілаланін

G: Гліцин

H: Гістидин

I: Ізолейцин

K: Лізин

L: Лейцин

M: Метіонін

N: Аспарагін

P: Пролін

Q: Глутамін

R: Аргінін

S: Серин

T: Треонін

V: Валін

W: Триптофан

Кодований геном білок за функціями належить до гідролаз, протеїн-фосфатаз, фосфопротеїнів. 
Задіяний у такому біологічному процесі, як альтернативний сплайсинг. 
Локалізований у ядрі.
Відновлення зниженої експресії DUSP4 пригнічувало інвазивність при новоутвореннях підшлункової залози . Також підвищення експресії DUSP4 стає бар'єром для поширення епілептичної активності навколо осередку  [Архівовано 24 січня 2021 у Wayback Machine.].